# Roberto Gesta de Melo
Roberto Gesta de Melo (Manaus, 22 de março de 1945) é um dirigente esportivo brasileiro, atual presidente da Confederação Brasileira de Atletismo (CBAt), e da Confederação Sul-Americana de Atletismo (Consudatle), além de ser membro de conselho da Associação Internacional de Federações de Atletismo (Iaaf).

## Biografia
Graduado em direito na Universidade Federal do Amazonas, Roberto Gesta de Melo começou o seu envolvimento com o esporte durante a fase estudantil, na faculdade foi presidente da Federação Amazonense de Esportes Universitários, passando por várias federações de esporte no Amazonas, como a de vôlei e a de tênis de mesa.
Melo é também um colecionador de relíquias olímpicas. Em sua casa, no Amazonas, tem uma espaço de 300 metros quadrados chamado 'Galeria Olímpica', onde guarda objetos de todas as edições dos Jogos Olímpicos da Era Moderna. Entre os principais objetos estão as duas medalhas de ouro conquistadas pelo triplista Adhemar Ferreira da Silva.
Roberto Gesta de Melo é considerado o maior colecionador de relíquias olímpicas do mundo, só perdendo para o Museu Olímpico do Comitê Internacional. Está em seu poder a única medalha de ouro cunhada para os jogos olímpicos não realizados devido à eclosão da I Guerra Mundial.